# Rafael Moneo
José Rafael Moneo Vallés (Tudela, 1937. május 9. –) spanyol építész.

## Díjai, elismerései
1996-ban a Pritzker-díjjal, 2001-ben pedig a Mies van der Rohe-díjjal tüntették ki.

## Képtár

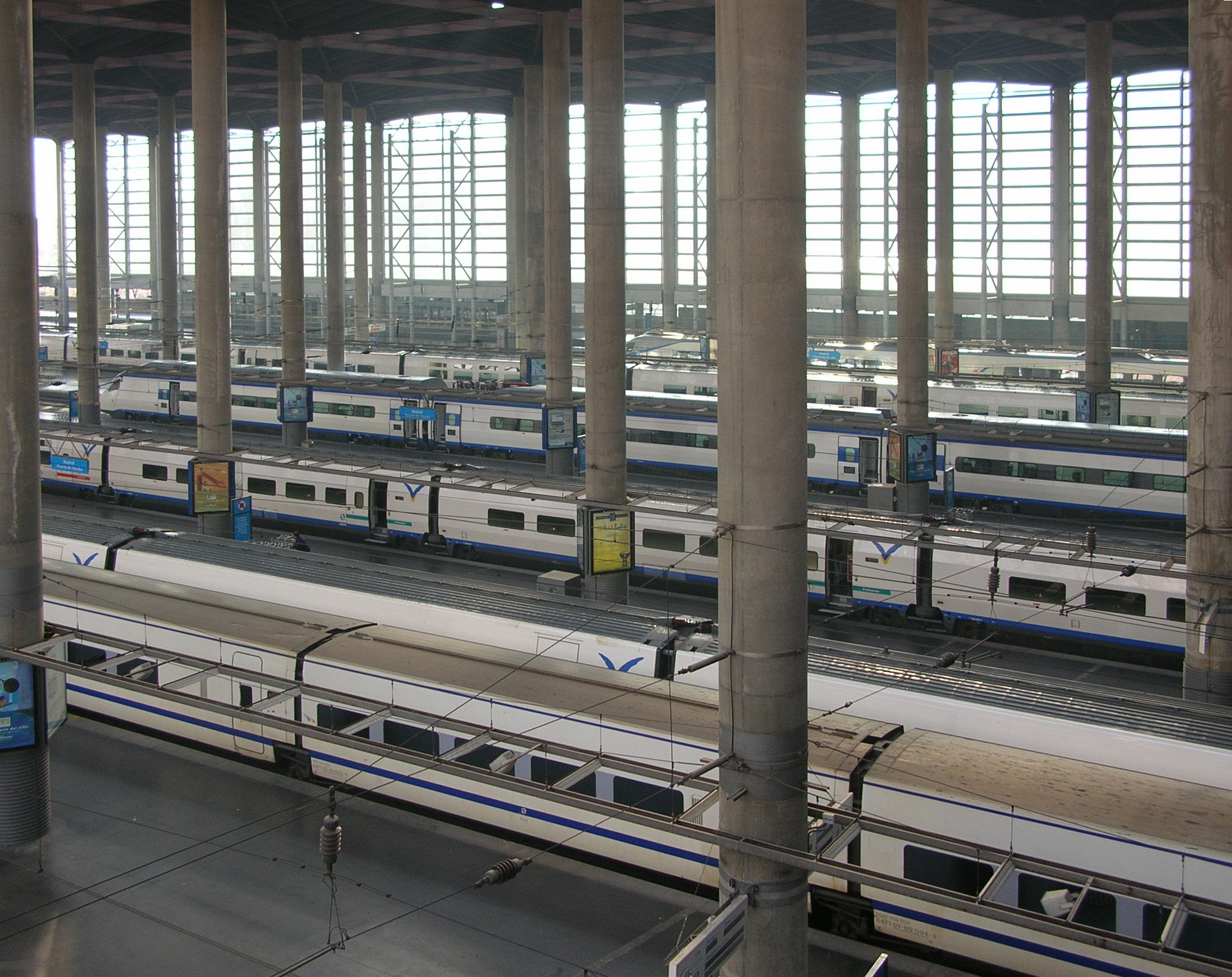
Madrid Atocha fejpályaudvar
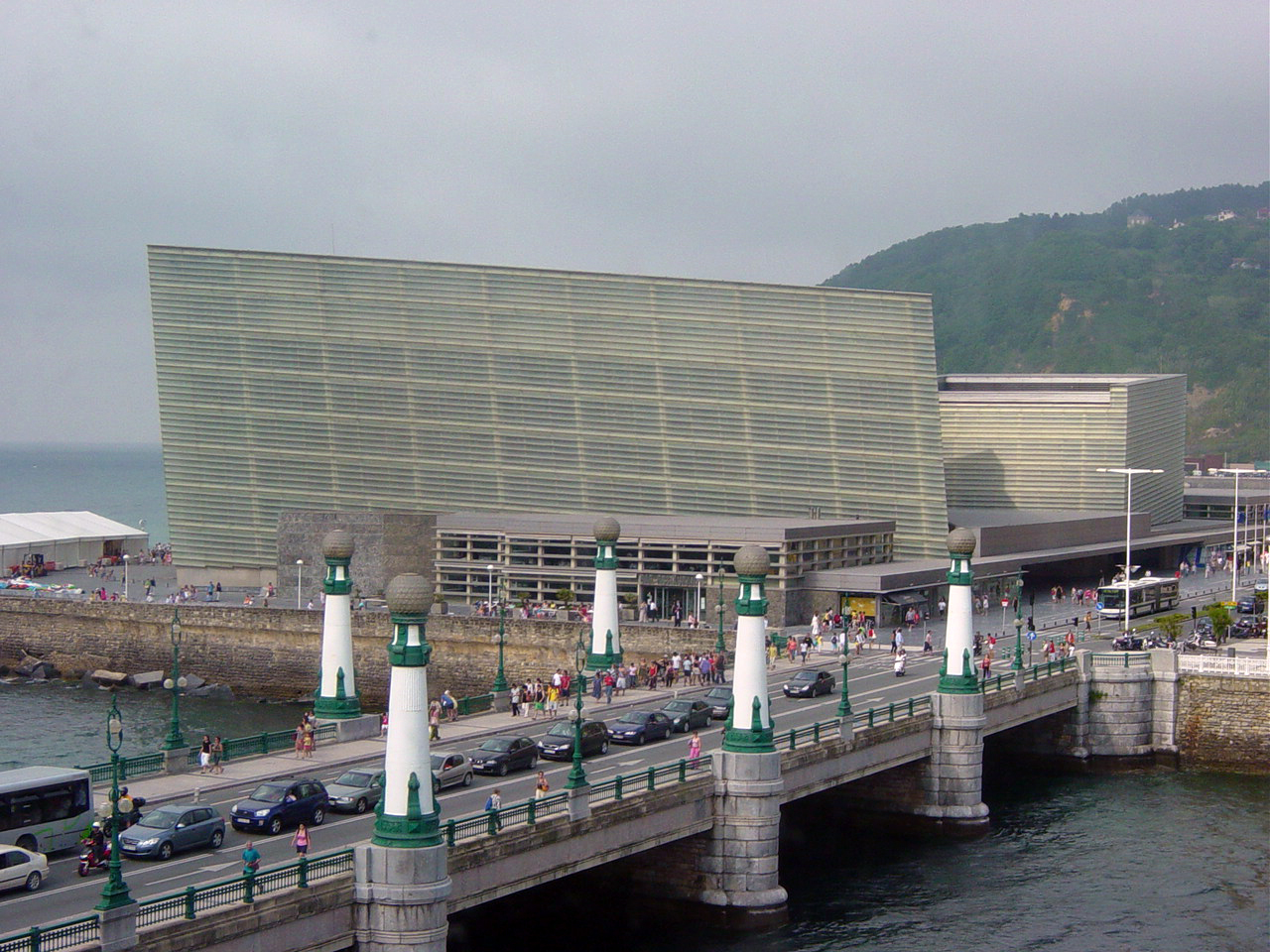
A san sebastián-i Palacio Kursaal
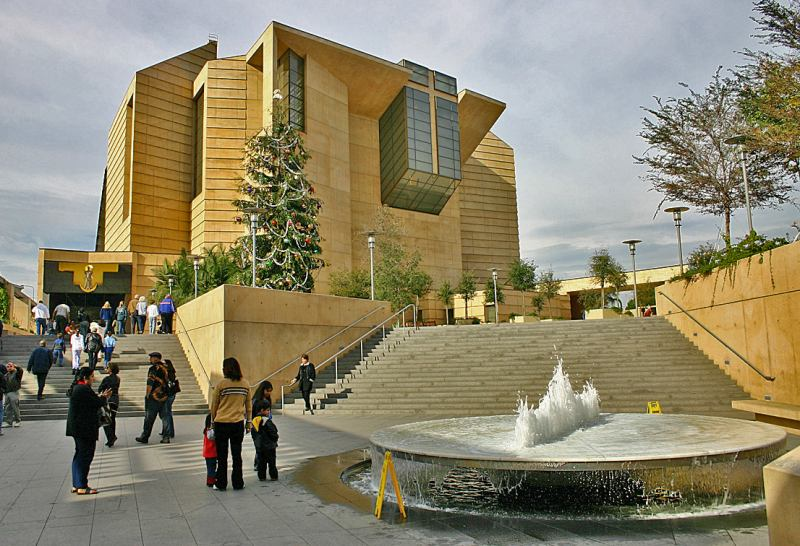
Los Angeles katedrális
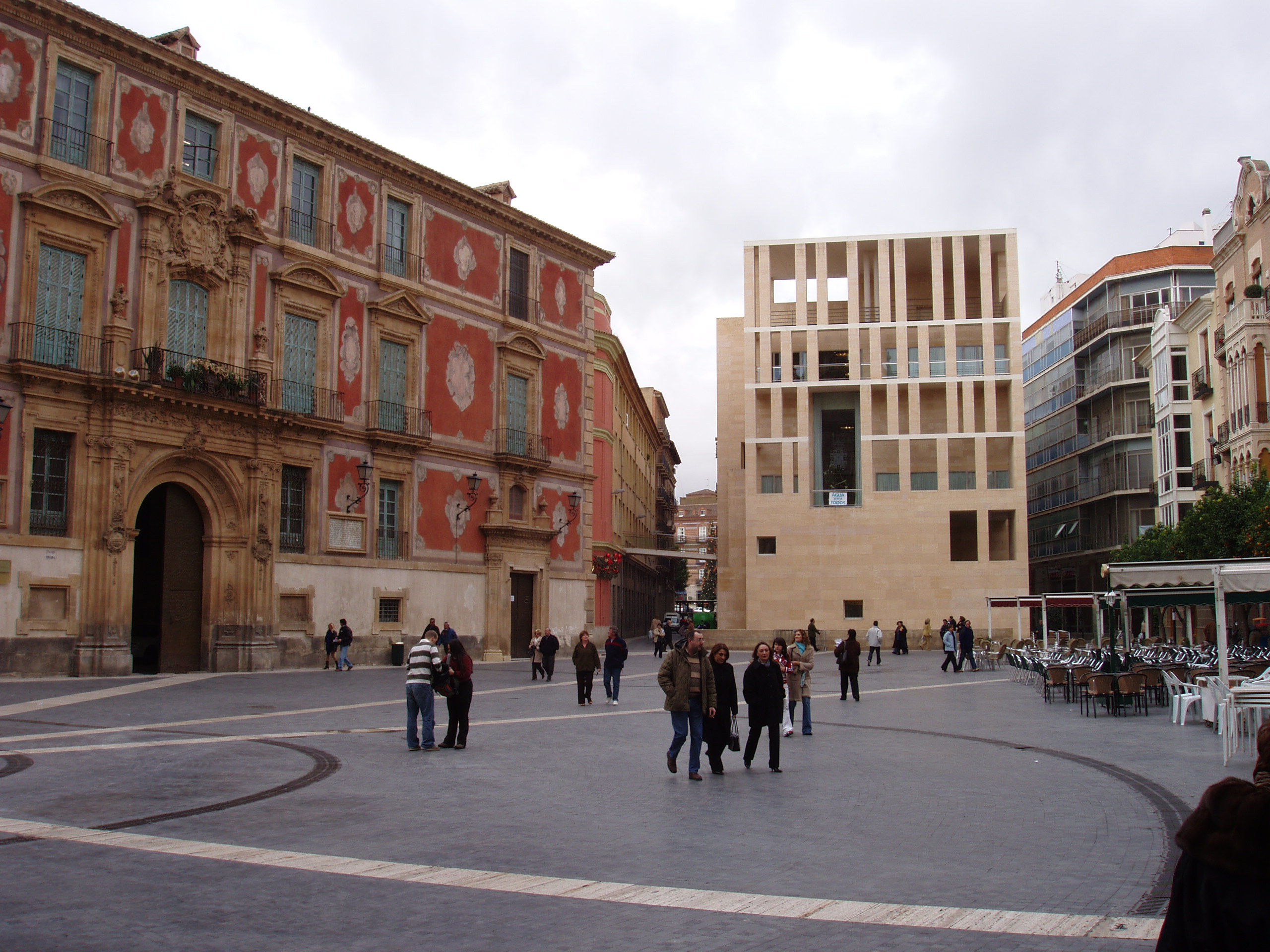
Murcia városháza